# London All Star
Le London All Star (parfois orthographié London All Stars) est un groupe britannique composé de musiciens de studio. Le groupe est fondé vers 1963 par le batteur Bobby Graham, qui travaille également comme découvreur de talents anglais à destination du marché français pour les Disques Barclay. Eddie Barclay souhaite que les vedettes françaises viennent enregistrer à Londres avec des musiciens professionnels. Bobby Graham choisit les artistes avec lesquels il a déjà l'habitude de travailler en studio. La composition du London All Star varie en fonction des époques et des enregistrements. Le groupe accompagne notamment Eddy Mitchell, Sylvie Vartan, Johnny Hallyday, Françoise Hardy ou Michel Polnareff sur plusieurs de leurs singles ou albums enregistrés à Londres.
Le 23 février 1965, au cours des session d'enregistrement au studio Pye de Londres pour l'album Du rock 'n' roll au rhythm 'n' blues d'Eddy Mitchell, ils enregistrent leur propre album British Percussion, sur lequel figure trois compositions signées Bobby Graham et Jimmy Page. L'album sort en septembre 1965 chez Barclay. Il est distribué uniquement en France puis en Italie en 1966. Ce disque est si rare que Jimmy Page a prétendu qu'il n'existait pas.
Plusieurs membres du groupe deviennent dans les années suivantes des musiciens de tout premier plan : Jimmy Page et John Paul Jones forment le groupe Led Zeppelin, Nicky Hopkins joue avec les Rolling Stones et les Beatles, John McLaughlin joue avec Miles Davis et fonde le Mahavishnu Orchestra.

## Personnel
- Vic Flick, John McLaughlin* : guitare rythmique
- Jimmy Page* : guitare électrique, guitare acoustique, harmonica
- Big Jim Sullivan : guitare solo
- John Paul Jones, Alan Weighel* : guitare basse
- Arthur Watts* : contrebasse
- Bobby Graham*, Ronnie Verrall*, Andy White*: batterie
- Fric Allan*, Barry Morgan* : percussions
- Arthur Greenslade*, Redge Guest, Nicky Hopkins : piano
- Kenny Salmon* : orgue
- Ray Davis*, Bert Ezzard*, Albert Hall*, Stan Roderick* : trompette
- Keith Christie*, Johnnie Edwards*, Gib Wallace* : trompette ténor
- Jack Thurwell* : trombone basse
- Keith Bird*, Don Honeywel*, Rex Morris*, Bill Skeets*, Roy Willox* : saxophone
- Jim Buck* et Jim Buck Jr.* : cor anglais
- Nicky Welsh* : arrangements
- Bob Auger* : ingénieur du son

* Participe à l'enregistrement de British Percussion.

## Discographie
| 1.  | Stop The Drums               | Graham / Page                                        | 2:43 |
| 2.  | Mexican Shuffle              | Sol Lake                                             | 2:19 |
| 3.  | Coming Home Babe             | Ben Tucker / Bob Dorough                             | 2:10 |
| 4.  | Drum Stomp                   | Graham / Page                                        | 2:37 |
| 5.  | Watermelon Man               | Herbie Hancock                                       | 2:23 |
| 6.  | More (Theme from Mondo Cane) | Riz Ortolani / Nino Oliviero                         | 2:16 |
| 7.  | Beefeater                    | John Dankworth / Mike Vickers                        | 2:14 |
| 8.  | Image                        | Joe Glenn / Larry Greene / Bob Sande                 | 3:10 |
| 9.  | Night Train                  | Jimmy Forrest / Lewis P. Simpkins / Oscar Washington | 2:18 |
| 10. | Spanish Armada               | Preter / Jones                                       | 2:58 |
| 11. | Lord Byron Blues             | Graham / Page                                        | 3:11 |
| 12. | Salvation                    | T. King / I. Mack / P. Morris                        | 2:39 |